# Casa Francesc Borràs
La Casa Francesc Borràs és un edifici situat a la plaça del Regomir, 2 i el carrer de Sant Simplici, 5 de Barcelona, catalogada com a bé cultural d'interès local.

## Història
Va ser projectat el 1793 pel mestre de cases Ignasi March per a Francesc Borràs i Cabanyes, familiar del Tribunal del Sant Ofici i daurador. El 1849, el cirurgià Salvador Borràs i Compte la va vendre, juntament amb la casa del costat (Regomir, 1), al serraller Nicolau Costa i Subielus.

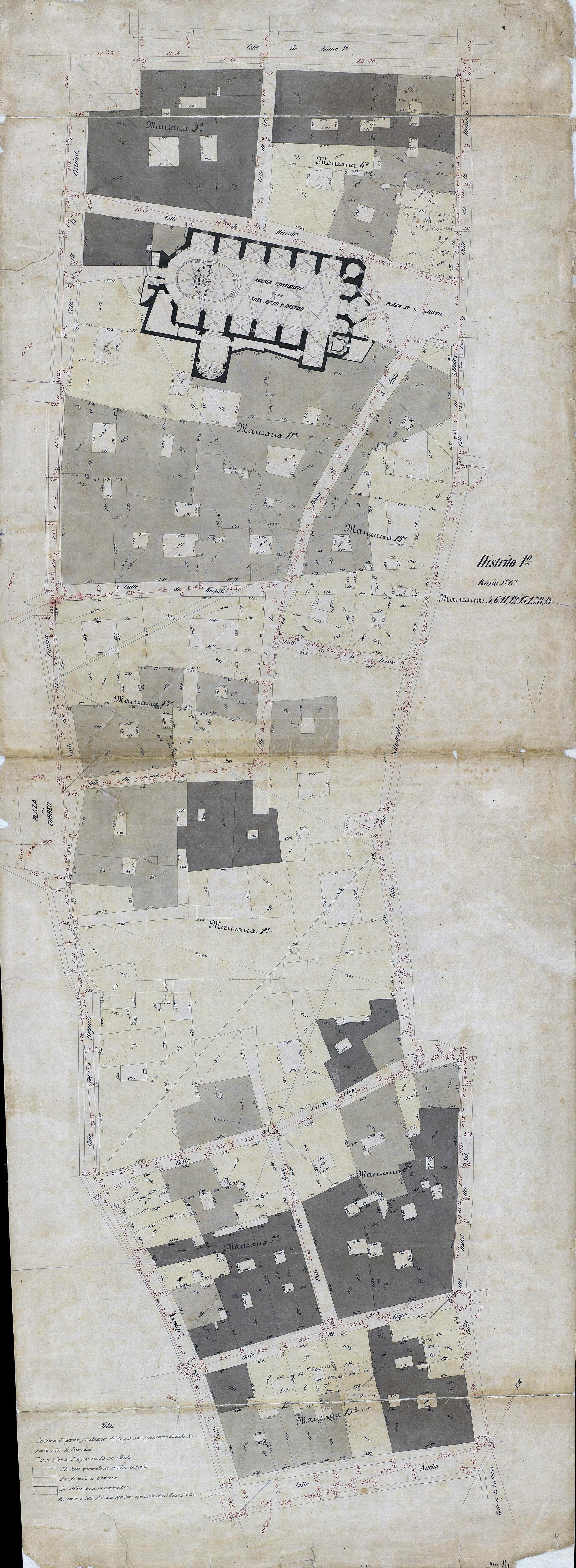
Quarteró núm. 11 de Garriga i Roca (c. 1860)

## Descripció
Consta de planta baixa i quatre pisos. La façana està composta per dos eixos verticals d'obertures: la planta baixa amb el portal i la finestra de la mateixa dimensió i els pisos amb balcons, que es fan més petits amb l'alçada. El primer pis agafa les dues obertures amb una mateixa balconada, mentre que les altres els balcons són individuals.
El parament és de carreus ben escairats, absents de decoració. Cal remarcar en el primer pis, unes motllures molt fines que emmarquen les dues obertures i a la planta baixa hi ha emmarcant les obertures unes pilastres -migpartides les dues dels extrems- estriades coronades amb un capitell jònic amb una garlanda.